# Franz Lehár
Franz Lehár (Komárom, 30 april 1870 - Bad Ischl, 24 oktober 1948) was een Oostenrijks-Hongaarse componist en dirigent, vooral bekend door zijn operettes.
Lehár werd geboren in het toenmalig Hongaarse Komárom (het tegenwoordige Komárno in Slowakije) als oudste zoon van een orkestleider in het leger en was de broer van Antal Lehár. Hij studeerde viool en compositie maar kreeg van Antonín Dvořák te horen dat hij maar beter zijn viool kon laten liggen en zich moest toeleggen op het schrijven van muziek.
Lehár heeft zich vrijwel uitsluitend aan de operette gewijd. Van zijn ongeveer dertig operettes in de Weense traditie zijn Die lustige Witwe (1905), Der Graf von Luxemburg (1909) en Das Land des Lächelns het bekendst. Na zijn begrafenis kregen zijn dodenmasker en een gipsen afdruk van de hand waarmee hij schreef en dirigeerde een plaats in het Weense museum voor Schone Kunsten.
In de Lehár Villa in Bad Ischl, zijn voormalige woning, is een museum aan hem gewijd.

## Leven
Franz Lehár is de meest gevierde 20ste-eeuwse componist van het genre dat ‘de Weense operette’ wordt genoemd; specifiek gaat het om de zilveren operettetijd (1900-1920). (De gouden operettetijd is de periode van 1860 tot 1900 met Franz von Suppé, Johann Strauss jr. II en Richard Heuberger als exponenten.) Lehár was echter Hongaar van geboorte. In zijn jeugd spreidde hij een exceptioneel talent ten toon waarbij hij al op de leeftijd van 6 jaar op de piano melodieën varieerde en improviseerde. Zijn vader (ook Franz Lehár: 1838-1898) was componist en sergeant-majoor van het orkest van het 5de Oostenrijkse Infanterieregiment en leerde de jonge Franz de eerste muzikale kneepjes.
In 1882 ging hij naar het conservatorium in Praag om viool, piano en compositie te studeren en rolde zo als eerste violist het orkest van zijn vader binnen. In die tijd componeerde hij reeds marsen en walsen in de stijl van de familie Strauss. Zijn belangstelling voor het theater werd steeds groter en zijn carrière als theatercomponist begon tot bloei te komen. Hij verliet daarop de militaire dienst en wijdde de rest van zijn leven aan de operette. Privé was Lehár nauw bevriend met Giacomo Puccini en hij liet zich sterk door diens opera’s inspireren. Das Land des Lächelns staat sterk onder invloed van Turandot. Andersom is Puccini’s flirt met de operette La Rondine geïnspireerd op Lehár. Door de vriendschap bleef er bij Lehár altijd de wens tot het componeren van een ‘echte opera’ waarmee hij onbewust het genre waarin hij excelleerde ondergeschikt maakte aan de opera als ‘hogere’ kunstvorm. Kukuška (Tatjana) en Garbonciás (een bewerking van Zigeunerliebe) slaagden als opera echter niet.
Lehár werd rijk van zijn componeerkunst. Hij kocht kasteel Schikaneder in Wenen en een villa in Bad Ischl (nu een Lehár-museum) waar hij ’s zomers graag componeerde. Het door hem opgerichte Lehár-fonds had tot doel oudere mensen - die niet door hun (eigen) schuld in financiële problemen geraakten - met middelen te ondersteunen. Expliciet liet hij opnemen dat het fonds niet bedoeld was om jonge musici te ondersteunen: jong talent zou er zeker komen zonder enige hulp; het moest zichzelf maar bewijzen. Lehár hoopte daarmee dilettanten op afstand te houden.
Lehár was getrouwd met een joodse vrouw maar hij kon, door voorspraak van Joseph Goebbels, in Oostenrijk blijven. Zijn vrouw werd door Adolf Hitler voorzien van het predicaat ere-Ariër. De meeste andere joodse musici werden gedwongen het land uit te gaan, zo ook musici die met Joden samenwerkten of getrouwd waren. Veel van Lehárs vrienden en collega’s werden vermoord. Hét cliché is dat Hitlers favoriete werk Die lustige Witwe was.
Hij was een oudere broer van de Hongaarse officier Antal Lehár.

## Operettes/opera's

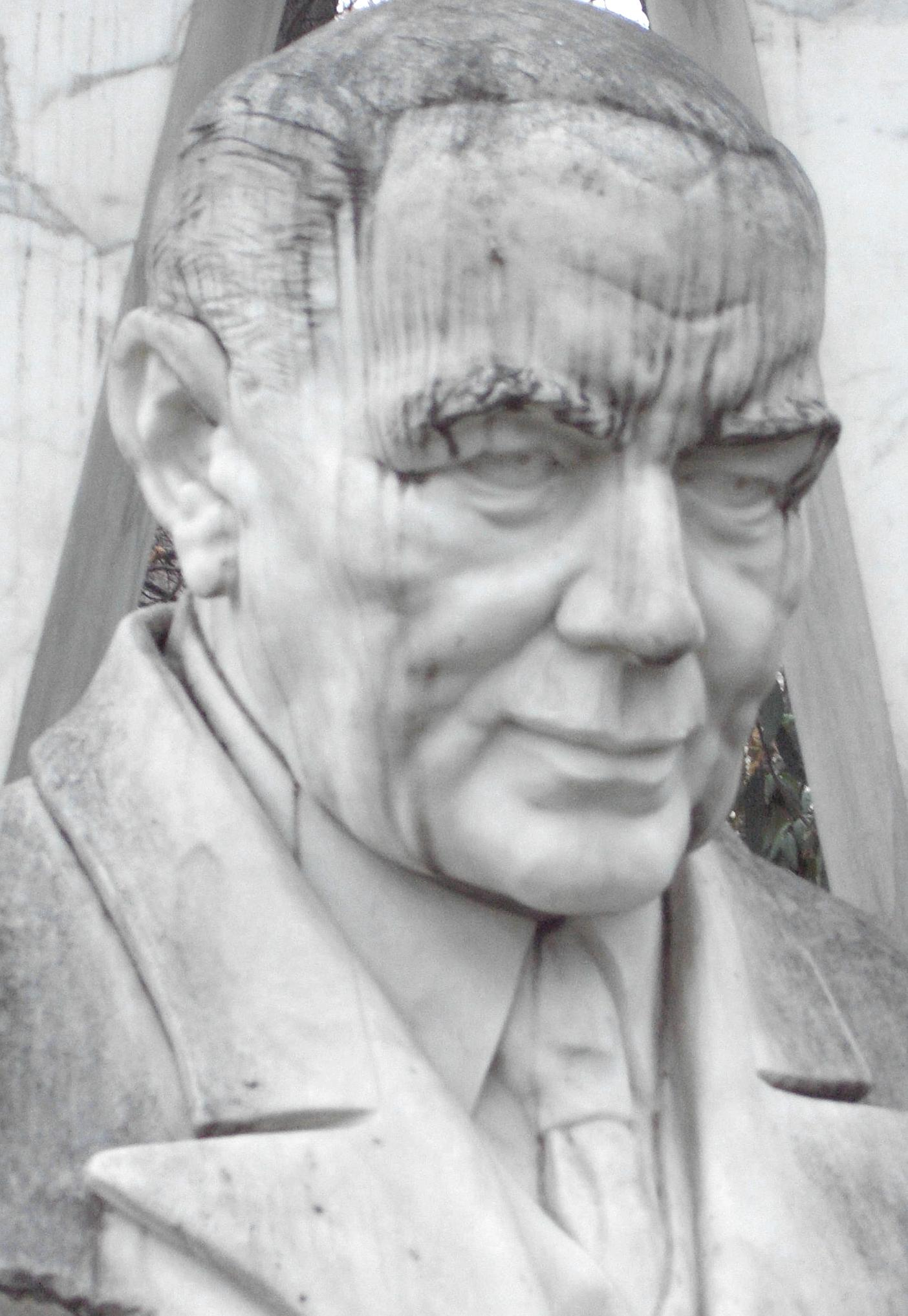
Borstbeeld van Franz Lehár in het stadspark van Wenen

Helaas flopte Lehárs eerste opera Kukuška (in première gegaan in Leipzig in 1896) en daarom moest Lehár weer een betrekking nemen. Hij werd militair orkestleider en dirigent van het orkest van zijn vader. In 1899 werd hij aangesteld als orkestleider van het 26ste Oostenrijkse infanterieregiment in Wenen. Drie van zijn operettes flopten ondertussen ook maar door de royalty’s die zijn marsen en walsen opbrachten, vooral het wereldwijde succes van de ‘Gold und Silber-wals’ was sensationeel, kon hij uiteindelijk financieel onafhankelijk van de militaire dienst worden.
Hij werd aangesteld als directeur van het Theater an der Wien waar zijn operette Wiener Frauen een aardig succes werd. Tot 1904 gingen nog vier nieuwe operettes van Lehár in première; Der Rastelbinder (1902) was daarbij het grootste succes. In 1905 kreeg hij de gelegenheid een libretto, dat eerst besteld was door de componist Richard Heuberger, op toon te zetten. Dat werd Die lustige Witwe. Deze operette werd allereerst als een soort ‘lowbudgetproductie’ in het Theater an der Wien gepresenteerd. De première was op 30 december 1905 en werd door Robert Stolz gedirigeerd. De directeur van het theater zag allereerst de potentie van het stuk niet en noemde het ‘niet muzikaal en zonder melodie’. Het werk, gebaseerd op een toneelstuk van Henri Meilhac (L’attaché) waarop de librettisten Viktor Léon (1858-1940) en Leo Stein (Leo Rosenstein: 1861-1921) de tekst schreven, liep 483 uitvoeringen. Een record in die tijd. In Londen, première in 1907, liep het werk 778 keer en in New York tot 1909 416 keer. Het werk inspireerde componisten als Leo Fall, Emmerich Kálmán en Robert Stolz. Later leverde de operette drie generaties inspiratie op voor 3 Hollywoodverfilmingen (1925, 1934 en 1952).
Tussen Lehárs volgende grote succes lagen 4 producties, maar met Der Graf von Luxemburg (1909) werd een kassucces gecomponeerd en het werk liep voor 299 opvoeringen voordat het werk het internationale podium betrad (Londen, 340 opvoeringen; New York: 120). Het volgende succes had zich in Wenen echter alweer aangediend: Zigeunerliebe ging in première in het Weense Carltheater en beleefde zelfs in London meer opvoeringen dan in Wenen. In 1930 werd deze operette verfilmd als The Rogue Song met de immens populaire bariton Lawrence Tibbett in de hoofdrol. Het hielp de populariteit van Zigeunerliebe een oppepper te geven. Tot het uitbreken van de Eerste Wereldoorlog componeerde Lehár nog een succes. Dit was Eva, een operette over een fabrieksmeisje vol met tedere, zwoele walsnummers.
Na de Eerste Wereldoorlog overvielen de ontwikkelingen in de dansmuziek, geïmporteerd vanuit Amerika, en de vroege jazz, het operettegenre. Het was ineens oubollig en uit de mode. Ook Lehár ondervond een dalende populariteit terwijl hij juist met De blaue Mazur een uitstekende en vooruitstrevend werk componeerde waarin hij nieuwe dansinvloeden zoals de shimmy verwerkte. Ook Frasquita (1922) kende maar een klein succes. Door de samenwerking met de wereldberoemde tenor Richard Tauber beleefde Lehár echter een tweede grootse succesperiode. Vooral de uitstraling van Tauber, ook op het witte doek, zorgde voor een gekte. De samenwerking tussen Lehár en hem leverde Paganini, Der Zarewitsch, Friederike en Das Land des Lächelns op. Deze laatste operette – een bewerking van Lehárs eigen, niet zo succesvolle Der gelbe Jacke – was het summum van deze samenwerking en eigenlijk Lehárs zwanenzang. Alleen met de bijna-opera Giuditta, geheel gecomponeerd voor Taubers stem, kwam hij nog tot een substantieel werk. In 1934 wist Lehár 120 radiostations over te halen om Giuditta te spelen. Enkele jaren later vluchtte Richard Tauber naar Engeland. Sindsdien schreef Lehár geen operettes meer. Toen hij merkte dat de muzikale smaak veranderde rond 1930, ging hij werken herzien, bewerken voor film, en filmmuziek schrijven.

## Composities

### Muziektheater

#### Opera's
| Voltooid in | titel                                                                | aktes              | première                                                                 | libretto |
| ----------- | -------------------------------------------------------------------- | ------------------ | ------------------------------------------------------------------------ | --- |
| 1893        | Rodrigo                                                              | Voorspel en 1 akte | 1893, Losoncz, Militair Casino                                           | Rudolf Mlčoch |
| 1896; 1905  | Kukuška; hernieuwde versie als: Tatjana                              | 3 bedrijven        | 27 november 1896, Leipzig, Stedelijk theater; (als "Tatjana") 1905, Brno | Felix Falzari; ("Tatjana") Felix Falzari en Max Kalbeck                                                                     |
| 1922        | Frasquita; nieuwe versie als komieke opera                           | 3 bedrijven        | 3 mei 1933, Parijs                                                       | Alfred Maria Willner en Heinz Reichert naar Pierre Frondaies toneelbewerkingen van «La Femme et la pantin» van Pierre Louÿs |
| 1922        | Die gelbe Jacke                                                      | 3 bedrijven        | 9 februari 1922, Wenen, Theater an der Wien                              | Victor Léon |
| 1943        | Garabonciás diák; herwerking van de operette Zigeunerliebe als opera | 3 bedrijven        | 20 februari 1943, Boedapest, Koninklijke opera                           | Alfred Maria Willner en Robert Bodanzky                                                                                     |

#### Operettes
| Voltooid in | titel                                                                                        | aktes                                   | première | libretto |
| ----------- | -------------------------------------------------------------------------------------------- | --------------------------------------- | --- | --- |
| 1902        | Wiener Frauen ook bekend als: Der Klavierlehrer of Der Clavierstimmer                        | 3 bedrijven                             | 21 november 1902, Wenen, Theater an der Wien                                                                                                   | Ottokar Tann-Bergler en Emil Norini |
| 1902        | Der Rastelbinder                                                                             | Voorspel en 2 bedrijven                 | 20 december 1902, Wenen, Carl-Theater | Victor Léon |
| 1903        | Der Göttergatte                                                                              | scenisch proloog 2 taferelen            | 20 januari 1904, Wenen, Carl-Theater | Victor Léon en Leo Stein |
| 1904        | Die Juxheirat                                                                                | 3 bedrijven                             | 22 december 1904, Wenen, Theater an der Wien                                                                                                   | Julius Bauer |
| 1905        | Die lustige Witwe                                                                            | 3 bedrijven                             | 30 december 1905, Wenen, Theater an der Wien                                                                                                   | Victor Léon en Leo Stein, naar Henri Meilhac, «L'Attaché d'ambassade»                                                                                    |
| 1906        | Peter und Paul reisen ins Schlaraffenland (kinderoperette)                                   | Voorspel en 5 taferelen                 | 1 december 1906, Wenen, Theater an der Wien | Fritz Grünbaum en Robert Bodanzky |
| 1906        | Mitislaw der Moderne                                                                         | 1 akte                                  | 5 januari 1907, Wenen, Hölle | Fritz Grünbaum en Robert Bodanzky |
| 1907        | Der Mann mit den drei Frauen                                                                 | 3 bedrijven                             | 21 januari 1908, Wenen, Theater an der Wien | Julius Bauer naar Alexandre Bisson «Le Contrôlleur des wagon-lits»                                                                                       |
| 1909        | Das Fürstenkind; nieuwe versie als: Der Fürst der Berge                                      | Voorspel en 2 bedrijven                 | 7 oktober 1909, Wenen, Johann Strauß-Theater; nieuwe versie: 1932, Berlijn                                                                     | Victor Léon naar Edmond About «Le Roi des Montagnes» |
| 1909        | Der Graf von Luxemburg                                                                       | 3 bedrijven                             | 12 november 1909, Wenen, Theater an der Wien                                                                                                   | Alfred Maria Willner en Robert Bodanzky naar het libretto tot "Die Göttin der Vernunft" van Johann Strauss jr.                                           |
| 1909        | Zigeunerliebe; nieuwe versie als: Garabonciás diák                                           | 3 taferelen; nieuwe versie: 3 bedrijven | 8 januari 1910, Wenen, Carl-Theater; nieuwe versie: 20 februari 1943, Boedapest, Koninklijke opera                                             | Alfred Maria Willner en Robert Bodanzky |
| 1911        | Eva                                                                                          | 3 bedrijven                             | 24 november 1911, Wenen, Theater an der Wien                                                                                                   | Alfred Maria Willner en Robert Bodanzky naar Ernst von Wildenbruch "Die Haubenlerche"                                                                    |
| 1912        | Rosenstock und Edelweiss                                                                     | 1 akte                                  | 20 december 1912, Wenen | Julius Bauer |
| 1912        | Die Spieluhr                                                                                 |                                         | 1912, Wenen | |
| 1913        | Die ideale Gattin; nieuwe versie als: Die Tangokönigin                                       | 3 bedrijven                             | 11 oktober 1913, Wenen, Theater an der Wien; nieuwe versie: 9 september 1921, Wenen, Apollo-Theater                                            | Julius Brammer en Alfred Grünwald naar Ludwig Fulda "Die Zwillingsschwester"                                                                             |
| 1913        | Endlich allein; nieuwe versie als: Schön ist die Welt                                        |                                         | 30 januari 1914, Wenen, Theater an der Wien; nieuwe versie: 3 december 1930, Berlijn, Metropol-Theater                                         | Alfred Maria Willner en Robert Bodanzky nieuwe versie: Ludwig Herzer en Fritz Löhner-Beda                                                                |
| 1915        | Der Sterngucker; nieuwe versie als: La danza delle libellule verder hernieuwd als: Gigolette | 3 bedrijven                             | 14 januari 1916, Wenen, Theater in der Josefstadt; nieuwe versie: 27 september 1922, Milaan; hernieuwde versie: 1926, Wenen, Stedelijk theater | Fritz Löhner-Beda; nieuwe versie: Carlo Lombardo, naar "Libellentanz" van Alfred Maria Willner; hernieuwde versie: Carlo Lombardo en Giovacchino Forzano |
| 1917-1918   | A Pacsirta; Duitse vertaling: Wo die Lerche singt                                            | 4 taferelen                             | 1 februari 1918, Boedapest, Koninklijke opera; Duitse vertaling: 27 maart 1918, Wenen, Theater an der Wien                                     | Alfred Maria Willner en Heinz Reichert naar een ontwerp van Ferenc Martos naar Charlotte Birch-Pfeiffer "Dorf und Stadt"                                 |
| 1919-1920   | Die blaue Mazur                                                                              | 2 aktes; 1 intermezzo (tussenspel)      | 28 mei 1920, Wenen, Theater an der Wien | Leo Stein en Béla Jenbach |
| 1922        | Frühling; nieuwe versie als: Frühlingsmädel                                                  | 1 akte                                  | 1922, Wenen; nieuwe versie: 1928, Berlijn | Rudolf Eger |
| 1922        | Frasquita; eerste versie als operette                                                        | 3 bedrijven                             | 12 mei 1922, Wenen, Theater an der Wien; nieuwe versie: 3 mei 1933, Parijs                                                                     | Alfred Maria Willner en Heinz Reichert naar Pierre Frondaies toneelbewerkingen van «La Femme et la pantin» van Pierre Louÿs                              |
| 1924        | Cloclo; (later): Lolotte                                                                     | 3 bedrijven                             | 8 maart 1924, Wenen, Bürgertheater | Béla Jenbach naar "Der Schrei nach dem Kinde" van Julius Horst en Alexander Engel                                                                        |
| 1925        | Paganini                                                                                     | 3 bedrijven                             | 30 oktober 1925, Wenen, Johann Strauß-Theater                                                                                                  | Paul Knepler en Béla Jenbach |
| 1927        | Der Zarewitsch                                                                               | 3 bedrijven                             | 21 februari 1927, Berlijn, Deutsches Künstler-Theater                                                                                          | Béla Jenbach en Heinz Reichert naar "Carewicz" van Gabryela Zapolska in de Duitse vertaling van Bernard Scharlitt                                        |
| 1928        | Friederike                                                                                   | 3 bedrijven                             | 4 oktober 1928, Berlijn, Metropol Theater | Ludwig Herzer en Fritz Löhner-Beda |
| 1929        | Das Land des Lächelns; herwerking van de komieke opera: Die gelbe Jacke                      | 3 bedrijven                             | 10 oktober 1929, Berlijn, Metropol-Theater | Ludwig Herzer en Fritz Löhner-Beda |
| 1933        | Giuditta                                                                                     | 5 taferelen                             | 20 januari 1934, Wenen, Staatsopera | Paul Knepler en Fritz Löhner-Beda |

## Orkestwerken

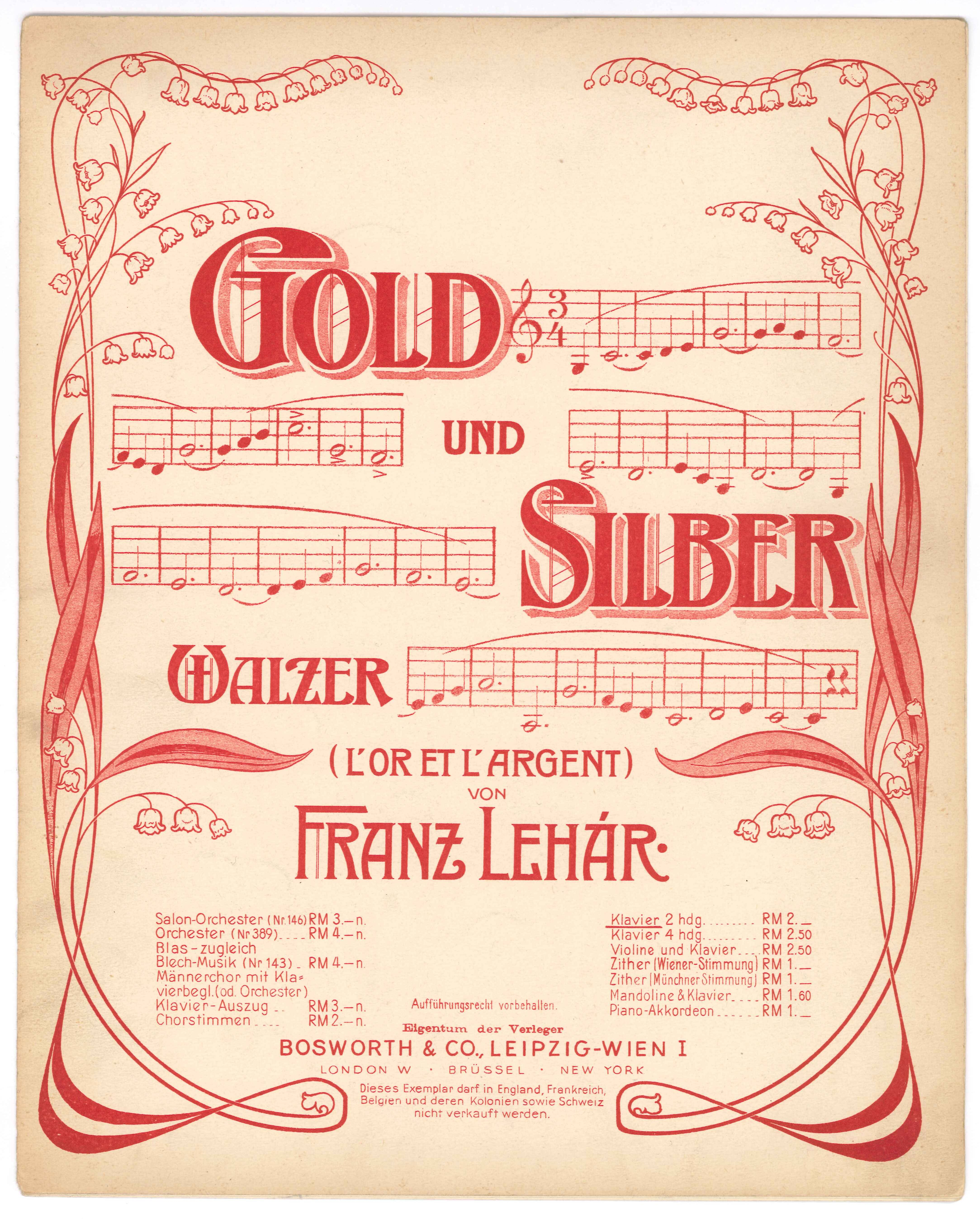
Titelpagina van de wals
Gold und Silber, op. 79

Franz Lehár componeerde ook vele orkestwerken. Hij was een uitmuntend orkestrator. Zijn populairste compositie voor orkest is de wals Gold und Silber op.75. Ook bewerkte Lehár bekende aria’s en dansnummers uit zijn operettes voor gebruik als orkestmuziek. Zo combineerde hij uit Tatjana de 3 preludes en de dansmuziek (als Russische dansen) samen tot een suite en de concertouverture Die lustige Witwe componeerde hij nadat hij er veel en vaak om was gevraagd. De volgende lijst is niet compleet.
- Elfentanz-Waltz (1892)
- Wiener Lebenslust-Waltz (of: Altwiener Liebeswalzer) (1892)
- Il Guado, symfonisch gedicht voor piano en orkest (1895)
- Adria-Waltz (of: Klänge aus Pola) (1895)
- Märchenträume-Waltz (1896)
- Stadtparkschönheiten-Waltz (1896)
- Grützner-Waltz (1896)
- Magyar Abrand, Hongaarse fantasie voor viool en orkest op.45 (1897)
- Gold und Silber-Waltz op.75 (1899)
- Jugend (Eine Vision), ouverture (1907)
- Fieber, symfonisch gedicht voor tenor & groot orkest (1915)
- An der grauen Donau-Waltz (Donaulegenden) (1918)
- 2 Concertino's voor viool en orkest
- Peter und Paul in Cockaigne, balletmuziek
- Vergissmeinnicht, concertpolka
- Rapsodie voor orkest ‘Musikalische Memoiren’
- Asklepios - Pikanterieën-Waltz
- Ballsirenen-Waltz
- Fata Morgana, concertgavotte
- Wilde Rosen, Boston Waltz (1921)
- Die lustige Witwe, concertouverture (1940)

### Werken voor harmonieorkest
- Losonczy indulo (Gruß an Losoncz), op. 20 (1894)
- Gyózelmi induló (Triumph Marsch) (1898)
- Nechledil Marsch (1902)
- A két bajtárs induló (1903)
- Los von Mann (1904)
- Jupiter induló (Jupiter Marsch) (1908)
- Signal induló (Signal Marsch) (1908)
- t Radetzky apánk hív (Vater Radetzky ruft) (1908)
- Luxemburg induló (Luxemburg Marsch) (1909)
- Cigányszerelem (Zigeunerliebe) (1910)
- Straßen von Paris (1912)
- Kormányzó induló (1920)
- Lehár fiúk induló (Die Lehár Jungen), mars (1920)
- Piave induló (Piave-Marsch - 106er-Regiments-Marsch) (1920)
- Esti fńyek (Abendlichter), op. 55
- Auf hoher See, mars
- Auf nach China - Kriegslieder-Marsch der Verbündeten
- Avancement-Marsch
- Boroevic-Marsch
- Bukowiner Helden-Marsch
- Chinesen Marsch
- Chodel-Marsch des königlich ungarischen 13. Landsturm-Regiments
- Creta-Marsch
- Der erste 102er Regiments-Marsch
- Farsangi induló (Faschingsmarsch (Münchener Marsch))
- Feldmarschall Kövess-Marsch
- Großfürst Michael-Marsch
- Gruß an Szeged
- Vásárhelyi induló (Gruß an Vásárhely), Hongaarse mars, op. 14
- Hochzeits-Marsch
- Lyuk, lyuk, lyuk (Hole, Hole, Hole - Marsch), op. 13
- Magyar nṕdal (Kuruc) induló (Hongaarse Liederen mars) (Kuruts), op. 40
- Most kezdódik (Jetzt gehts los), op. 17
- Jung Österreichs stolze Wacht (Karpathenwacht)
- Kaiserhusaren
- Le reveil du soldat (Das Wecken des Soldaten)
- Michael, Großfürst von Rußland
- Oberst Baron Fried-Marsch
- Oberst Pacor-Marsch
- Persischer Marsch
- Saida-Marsch
- Sangue triestin (Triestiner Blut)
- Scanagatta-Marsch
- Schneidig voran - 25er Regiments-Marsch
- Türkischer-Marsch
- Weihnachts-Marsch
- Wiener Humor
- Wiener Landsturm
- Wiener Mädel
- Wiener Zugvögel